# Zmerom svojo goni slavček
Zmerom svojo goni slavček je knjiga, v kateri so zbrane tri pesmi, ki jih je napisal France Prešeren. Izšla je pri Prešernovi družbi, leta 1978. Ilustrirala jo je Irena Majcen.

## Vsebina
Knjiga vsebuje 3 pesmi: Orglar, Ribič in Judovsko dekle.

## Liki
Nastopajo tri glavne osebe (vsaka v svoji pesmi): Orglar, Ribič in Judovsko dekle.